# Used Songs 1973-1980
Used Songs 1973-1980 är ett samlingsalbum släppt av Tom Waits 2001.

## Låtlista
1. "Heartattack and Vine" - 4:44
2. "Eggs and Sausage (In a Cadillac With Susan Michelson)" - 4:23
3. "A Sight for Sore Eyes" - 4:41
4. "Whistlin' Past the Graveyard" - 3:16
5. "Burma Shave" - 6:33
6. "Step Right Up" - 5:40
7. "Ol' '55" - 3:58
8. "I Never Talk to Strangers (with Bette Midler)" - 3:38
9. "Mr. Siegal" - 5:14
10. "Jersey Girl" - 5:10
11. "Christmas Card from a Hooker in Minneapolis" - 4:32
12. "Blue Valentine" - 5:51
13. "(Looking for) The Heart of Saturday Night" - 3:51
14. "Muriel" - 3:34
15. "Wrong Side of the Road" - 5:14
16. "Tom Traubert's Blues (Four Sheets to the Wind in Copenhagen)" - 6:35